# Cerkiew Opieki Matki Bożej w Szczecinie

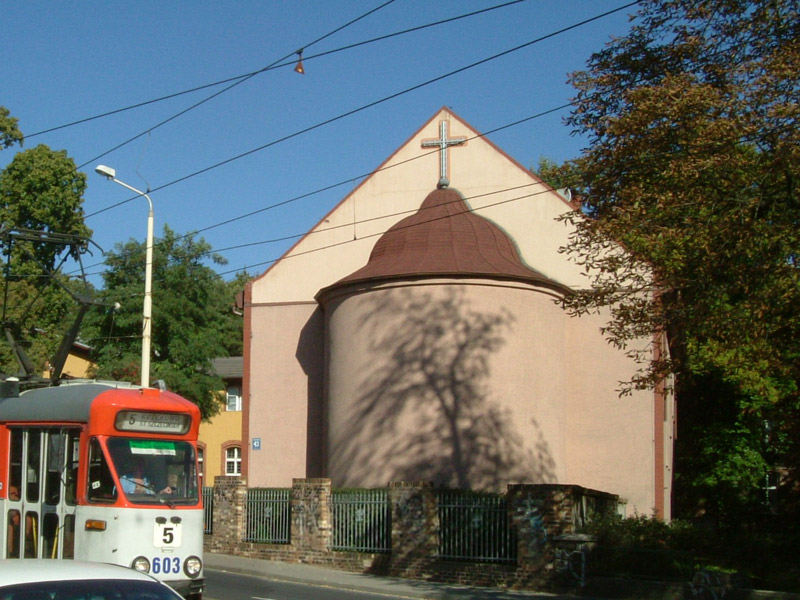
Widok od strony ulicy

Cerkiew Opieki Najświętszej Bogurodzicy w Szczecinie – cerkiew greckokatolicka w Szczecinie. Jest to świątynia, która powstała w budynku zbudowanym na początku lat 20. XX wieku, w kompleksie dawnego Zakładu opiekuńczego „Bethanien”. Generalny remont budynku został wykonany w latach 1995-1997. Wewnątrz znajduje się współczesny ikonostas. Mieści się przy ulicy Adama Mickiewicza 43.
Parafia greckokatolicka pw. Najświętszej Bogurodzicy w Szczecinie istnieje od 1957 roku. Należy do eparchii wrocławsko-koszalińskiej.

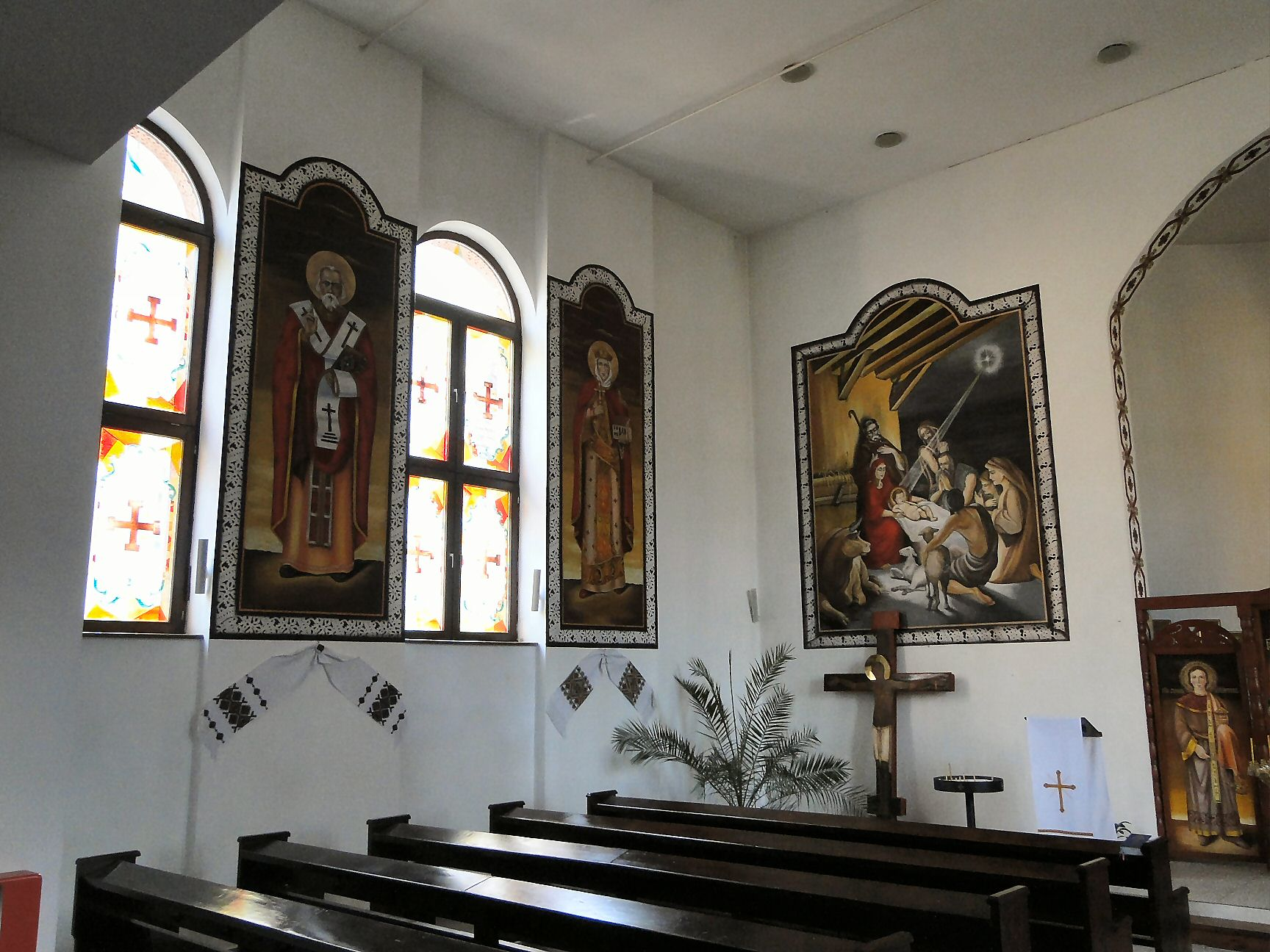
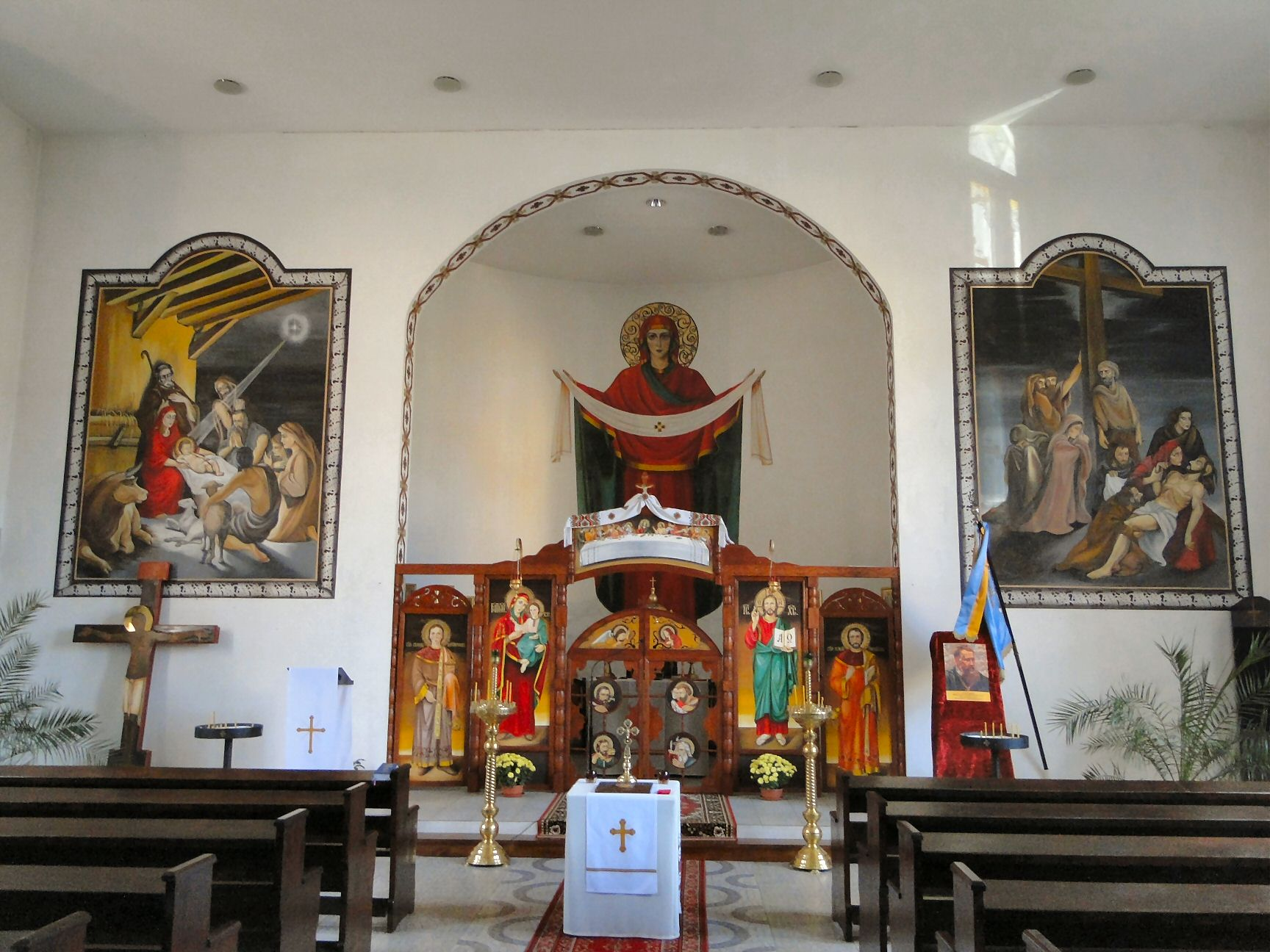
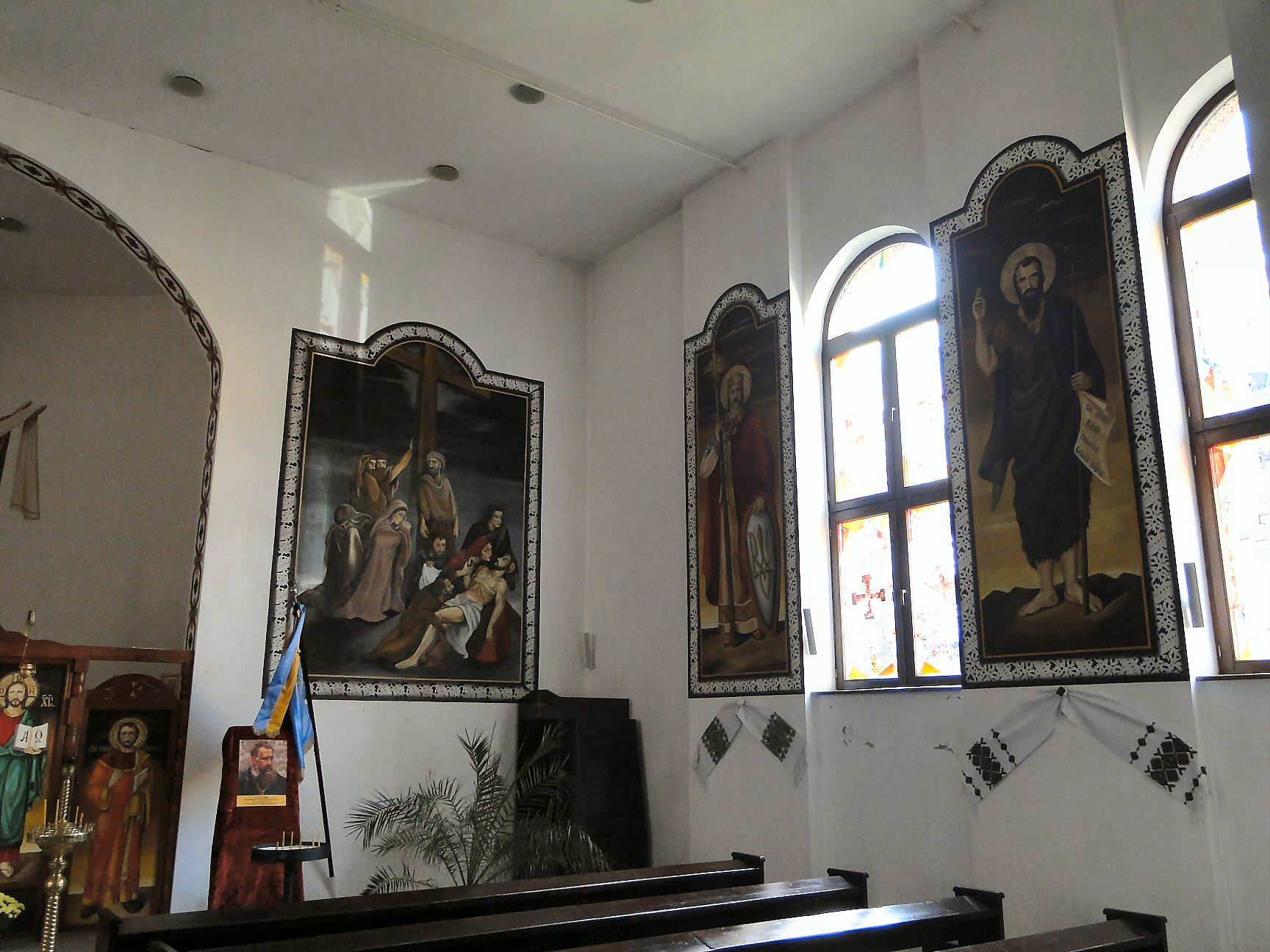